# Hüfingen
Hüfingen – miasto w Niemczech, w kraju związkowym Badenia-Wirtembergia, w rejencji Fryburg, w regionie Schwarzwald-Baar-Heuberg, w powiecie Schwarzwald-Baar, wchodzi w skład związku gmin Donaueschingen.

## Współpraca
Miejscowości partnerskie:
- Großschönau, Saksonia
- Mende, Węgry
- Ornans, Francja